# Eucorydia
Genre
Espèces de rang inférieur
- Eucorydia aenea (Brunner von Wattenwyl, 1865)
- Eucorydia coerulea (Shelford, 1906)
- Eucorydia forceps (Hanitsch, 1915)
- Eucorydia gemma Hebard, 1929
- Eucorydia hilaris (Kirby W. F., 1903)
- Eucorydia multimaculata Bruijning, 1948
- Eucorydia ornata (Saussure, 1864)
- Eucorydia paucipilosa Woo, Guo & P. Feng, 1986
- Eucorydia purpuralis (Kirby W. F., 1903)
- Eucorydia tristis Hanitsch, 1929
- Eucorydia westwoodi (Gerstaecker, 1861)
- Eucorydia xizangensis Woo & P. Feng, 1988
- Eucorydia yasumatsui Asahina, 1971
- Eucorydia yunnanensis Woo, Guo & P. Feng, 1986

Eucorydia est un genre de blattes de la famille des Corydiidae dont les espèces se trouvent en Asie.

## Liste des espèces
Selon GBIF (2 mai 2024) :
- Eucorydia aenea (Brunner von Wattenwyl, 1865)
- Eucorydia asahinai Yanagisawa, Sakamaki & Shimano, 2021
- Eucorydia coerulea (Shelford, 1906)
- Eucorydia donanensis Yanagisawa, Sakamaki & Shimano, 2020
- Eucorydia forceps (Hanitsch, 1915)
- Eucorydia gemma Hebard, 1929
- Eucorydia guilinensis Qiu, Che & Wang, 2017
- Eucorydia hilaris (Kirby, 1903)
- Eucorydia linglong Qiu, Che & Wang, 2017
- Eucorydia miyakoensis Yanagisawa, Sakamaki & Shimano, 2021
- Eucorydia multimaculata Bruijning, 1948
- Eucorydia ornata (Saussure, 1864)
- Eucorydia paucipilosa Woo, Guo & Feng, 1986
- Eucorydia pilosa Qiu, Che & Wang, 2017
- Eucorydia purpuralis (Kirby, 1903)
- Eucorydia splendida Qiu, Che & Wang, 2017
- Eucorydia tangi Qiu, Che & Wang, 2017
- Eucorydia tokaraensis Yanagisawa, Sakamaki & Shimano, 2020
- Eucorydia tristis Hanitsch, 1929
- Eucorydia westwoodi (Gerstaecker, 1861)
- Eucorydia xizangensis Woo & Feng, 1988
- Eucorydia yasumatsui Asahina, 1971
- Eucorydia yunnanensis Woo, Guo & Feng, 1986

## Taxonomie
Le nom valide complet (avec auteur) de ce taxon est Eucorydia Hebard, 1929.